# Efialte (psichiatria)

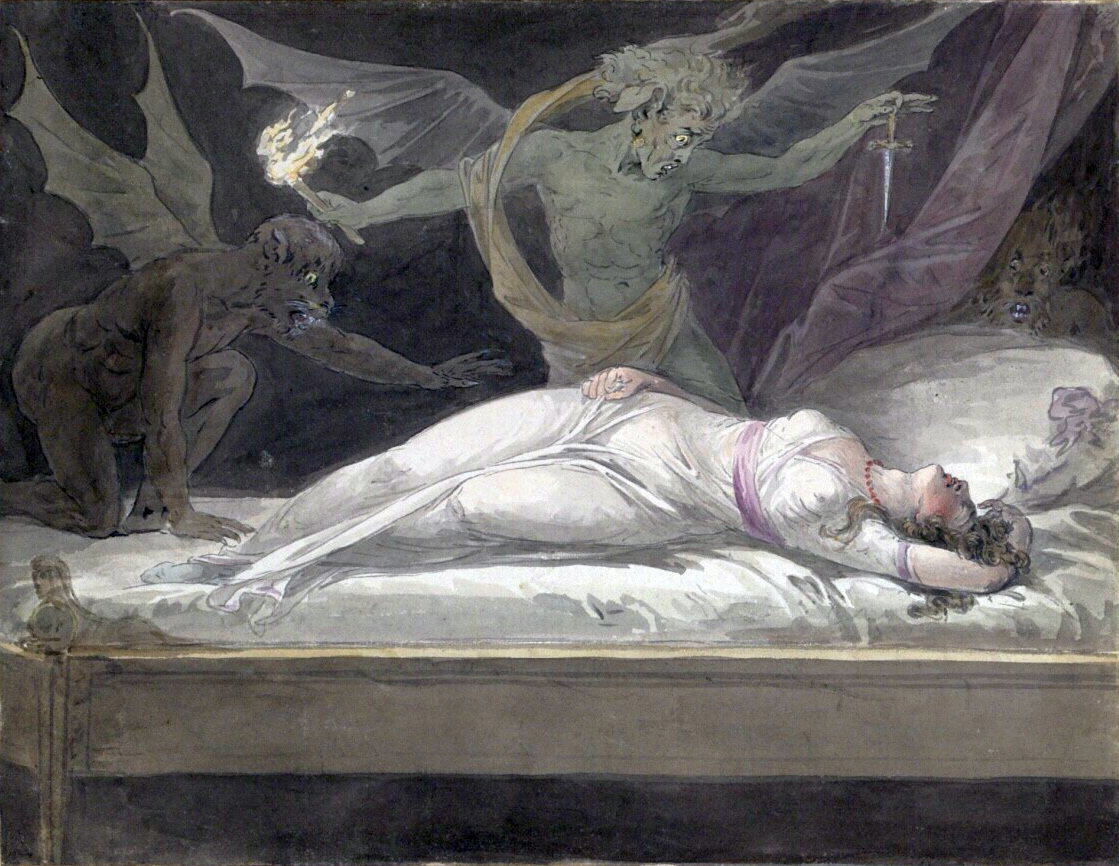
Incubo, 1870

Efialte (lett. "che ti salta addosso") è una sindrome ansiosa identificata come tale dal medico scozzese John Bond nel 1753 insieme ad altri autori del tempo, nel suo trattato "Incubus". Il famoso medico greco Galeno nel secondo secolo d.C. aveva già chiamato gli incubi "Efialti".
L'idea di un incubus come fattore generativo degli incubi sorgeva dalla credenza che uno spirito o fantasma si insinuasse e giacesse sul petto della persona dormiente tanto, con il suo peso, da schiacciare il petto e rendere difficile la respirazione, conducendo così ad un senso di soffocamento, insieme al sogno terrificante di essere schiacciati o (nel caso di una donna) subire violenza sessuale da parte di un Efialte. Il dormiente si sente così come se stesse per morire e si risveglia in preda ad una grande palpitazione e languore, ma anche sollievo per lo scampato pericolo.